# プレストン・トマス・タッカー

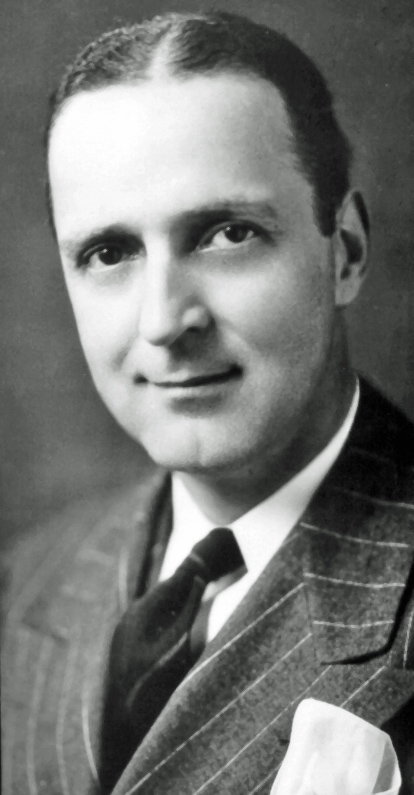
プレストン・トマス・タッカー

プレストン・トマス・タッカー（Preston Thomas Tucker, 1903年9月21日 - 1956年12月26日）はアメリカ合衆国出身の起業家、発明家、自動車デザイナーである。映画『タッカー』のモデルとなった。

## 人物
アメリカ合衆国のミシガンで生まれる。幼いころから車が好きな少年であった。

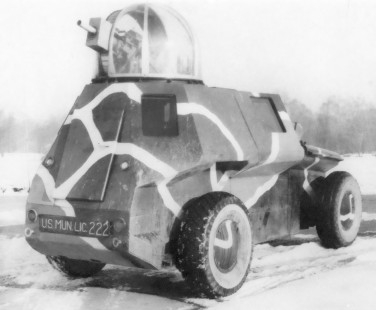
装甲車 (Tucker Turret)

車のセールスマンやデザイナーなどを経て、第二次世界大戦期には軍に装甲車を売り込もうとしたが、装甲車としては速すぎたために採用されなかったと言われている。その後は「理想の車を人々に提供する」という大きな夢を持つようになり、戦後の平和な時代の需要をあてこんで自動車メーカーTucker Corporationを設立。安全を重視した画期的な乗用車、通称タッカー・トーピードの量産を目指したが、様々な事情で50数台の完成を以って製造は打ち切られ、会社はオークションにかけられた。ディスク・ブレーキ、シートベルト、パッドを厚く取り付けたダッシュボード、飛散防止の強化ガラス、操舵性の高いハンドルなどを考案、開発。現代では常識となっているこれらの設計はタッカーによるものである。
その後も持ち前の楽観性で活動を続けた。「ヘンリー・フォードでさえ最初は（会社を）失敗している」(Even Henry Ford failed the first time out.) と発言したとされ、彼を描いた映画『タッカー』も、新しい事業の構想を語りながら終わっている。1956年12月16日、肺癌のため53歳で死去した。